# Voiture de banlieue à deux niveaux
Die Voiture de banlieue à deux niveaux (deutsch Nahverkehrswagen mit zwei Ebenen, Nahverkehrs-Doppelstockwagen), kurz VB 2N, sind Reisezugwagen der SNCF, die in Wendezügen eingesetzt werden. Züge mit sechs bis acht Wagen werden als Transilien eingesetzt.

## Geschichte
Die VB 2N wurden in vier Losen beschafft, von denen eines 1973, zwei 1979 und eines 1982 bestellt wurden. Die zwischen 1975 und 1984 gebauten 589 Wagen wurden benötigt, um den wachsenden Vorortsverkehr von Paris zu bewältigen, aber auch um alte Wagen von den Vorgängerbahnen der SNCF abzulösen. Von 2002 bis 2012 wurden mehr als 60 Wagen zu Zwischenwanger ZR 25900 für Doppelstock-Nahverkehrszüge umgebaut. 518 Wagen wurden zwischen 2002 und 2007 zu Transilien umgebaut.
Mit den VB 2N wurden Wendezüge gebildet, die ursprünglich mit den Lokomotiven der Baureihen BB 8500, BB 16500, BB 17000 und BB 25500 bespannt waren, wobei ein Zug aus technischen Gründen aus mindestens vier Wagen bestehen musste, meist aber nur Kompositionen mit sechs, sieben oder acht Wagen gebildet werden. Ab Gare de Lyon verkehrten wegen der steileren Rampen auch 8-Wagen-Züge mit BB 8500 an beiden Enden, die später ab Paris-Nord zwischen zwei BB 17000 verkehrten.
Von 2006 bis 2010 wurden alle BB 25500 und BB 8500 sowie ein Teil der BB 17000 durch ab Werk gelieferte BB 27300 ersetzt. Ab 2012 wurden von Paris-Montparnasse aus Züge mit angepassten BB 7200, die in BB 7600 umgezeichnet wurden.
Seit November 2022 verkehren vier Züge mit vier VB 2N-Wagen und einer BB 27300 auf dem Netz des TER Grand Est. Sie ersetzten Z 11500-Triebwagen, die aufgrund zu hoher Asbestbelastung in den Führerständen aus dem Verkehr genommen wurden.
Der Einsatz der VB 2N im Pariser Vorortsverkehr geht dem Ende entgegen. Sie verkehrten ursprünglich von allen Pariser Bahnhöfen, mit Ausnahme von Paris-Austerlitz. Ab 2010 waren sie nur noch von den Bahnhöfen Paris-Saint-Lazare, Paris-Nord und Paris-Montparnasse eingesetzt. Der Einsatz ab Paris-Nord endete 2013, ab Paris-Montparnasse im Oktober 2022. Sie wurden durch Triebwagen der Reihen Z 57000 und Z 50000 ersetzt. Bis 2028 sollen alle VB 2N verschwunden sein, der Abbruch erfolgt in Saintes, die überzähligen BB 27300, die doch noch eine Lebensdauer von 20 bis 30 Jahre haben, werden verkauft.

## Technik

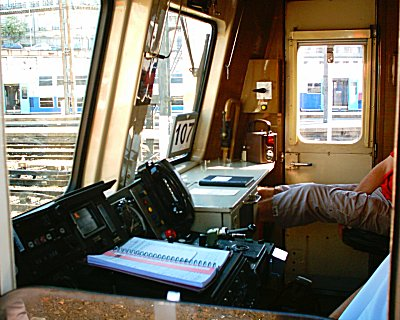
Führerstand eines VB 2N.

Die Wagen wurden in vier Varianten geliefert:
- BDe: Endwagen mit Gepäckabteil und 156 Plätze 2. Klasse
- ABe: Mittelwagen mit 66 Plätzen 1. Klasse 78 Plätzen 2. Klasse
- Be: Mittelwagen mit 164 Plätzen 2. Klasse
- Bxe: Steuerwagen mit 134 Plätzen 2. Klasse

Die 1. Klass-Abteile hatten zwei Sitze auf beiden Seiten des Mittelganges, die 2. Klass-Abteile auf einer Seite zwei, auf der anderen Seite drei Sitze nebeneinander. Im Pariser Vorortsverkehr wurde 1999 die 1. Klasse aufgehoben, wodurch die 1. Klass-Abteile von allen Reisenden benutzt werden konnten.
Die VB 2N-Wagen sind mechanisch identisch mit den VO 2N. Der Wagenkasten ist 24,28 m lang und läuft auf luftgefederten Drehgestellen Y30P mit Niveauregulierung. Das Leergewicht beträgt 48 Tonnen, die Höchstgeschwindigkeit 140 km/h.
Seit 1995 sind die Fahrzeuge mit dem System équipement à agent seul (EAS) ‚System für Einmannbetrieb‘ ausgerüstet.

Das Problem der Fahrgeräusche innerhalb und außerhalb der Wagen hat sich im Laufe der Zeit verschärft und beträgt bei Vorbeifahrt eines Zuges mit 70 bis 80 km/h mehr als 90 Dezibel.

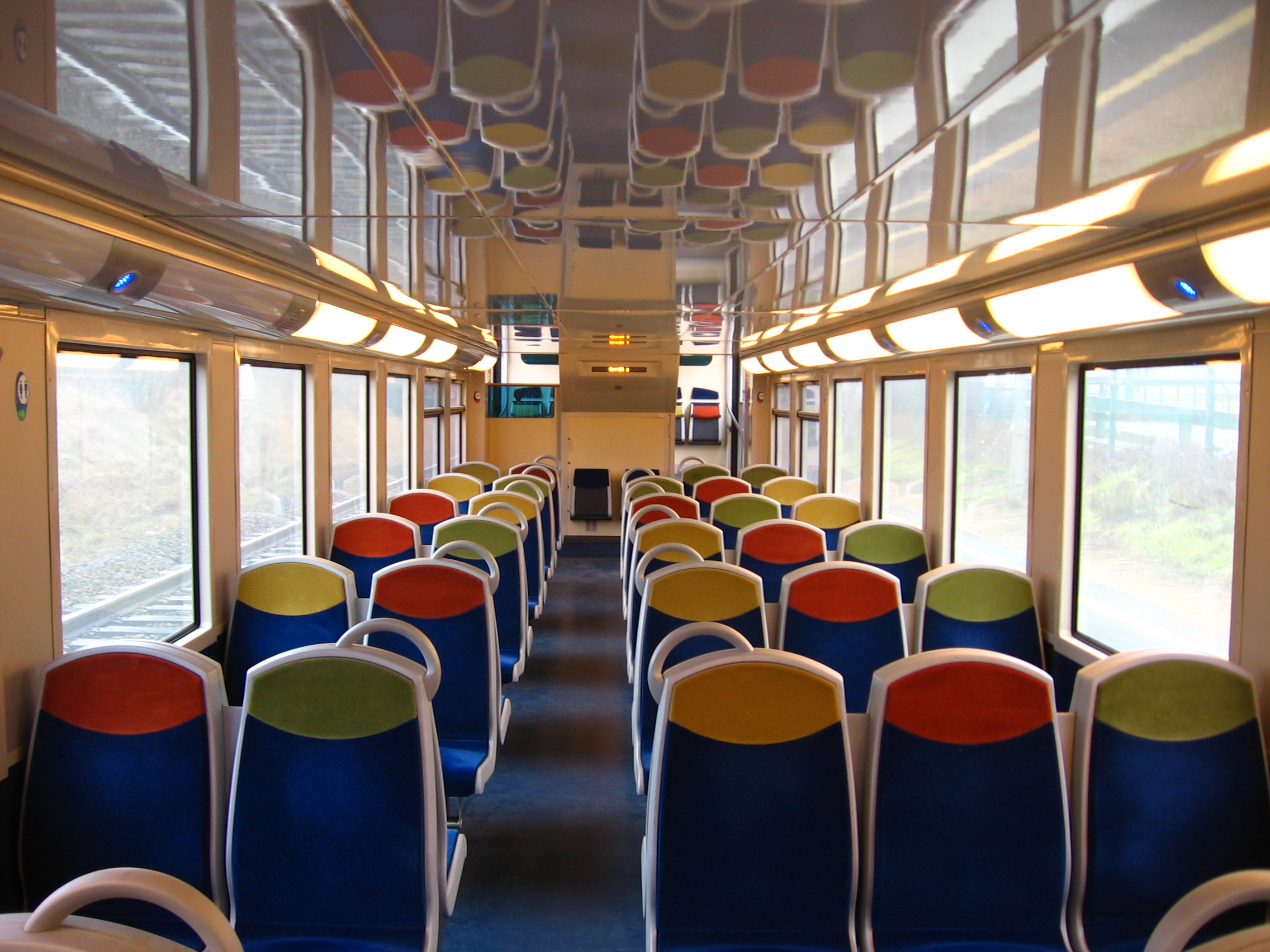
Unterdeck eines VB 2N nach der Transilien-Renovation

### Transilien-Umbau
Zwischen 2002 und 2007 wurden 518 Wagen zu Transilien-Wagen umgebaut. Die Wagen erhielten einen neuen Anstrich. Außerdem wurde das Innere der Wagen neu gestaltet und mit einer Klimaanlage und einem Fahrgastinformationssystem ausgestattet.
Die umgebauten Wagen erhielten neue Bezeichnungen und Nummern:
- 80 Steuerwagen Bxe mit 98 Plätzen und Fahrradstellplätzen (grüne Tür)  Nummern: 50 87 26-37 500–552, 50 87 26-37 563–589
- 94 Zwischenwagen Bhe mit 142 Plätzen und Rollstuhleinstieg (orange Tür) Nummern: 50 87 26-37 600–672, 50 87 26-37 674–695
- 183 Zwischenwagen Be mit 142 Plätzen  Nummern: 50 87 26-37 700–777, 50 87 26-37 800–912
- 80 Zwischenwagen BSe mit 142 Plätzen, Fahrradstellplätzen (grüne Tür) und Zugführerabteil Nummern: 50 87 26-37 400–454, 50 87 26-37 464–489
- 80 Zwischenwagen BSe mit 144 Plätzen und Fahrradstellplätzen (grüne Tür)  Nummern: 50 87 26-37 250–302, 50 87 26-37 313–339[1]

Das e in der Bezeichnung für Doppelstockwagen wurde später weggelassen.

## Anstriche
Ursprünglicher Anstrich
Ursprünglich wurden die VB 2N in grauer Lackierung mit gelben Streifen zwischen den Fensterbändern und im unteren Bereich der Seitenwände ausgeliefert.
Île-de-France-Lackierung
Ab 1995 wurde die „Île-de-France“-Lackierung eingeführt. Die Wagen erhielten ein graues Dach, weiße Seitenwände mit einem dunkelblauen Streifen zwischen den Fensterbändern und rote Türen. Der Neuanstrich erfolgte ohne Renovation des Innenraums.
Transilien-Lackierung
Mit dem Umbau für die Verwendung als Transilien erhielten die Wagen einen Neuanstrich. Die Seitenwände werden dunkelblau und erhalten einen weißen Streifen zwischen den Fensterbändern. Auf den Türen erscheint eine große weiße Blase in der eine etwas kleinere bunte Blase eingelagert ist. Die Türmotive sind abwechselnd hellblau und bordeauxrot, außer bei den Türen, die Zugang zu speziellen Plätzen boten. So erhielten die Türen zu den Fahrradplätzen grüne Blasen, die Türen zu den Rollstuhlplätzen orange Blasen.

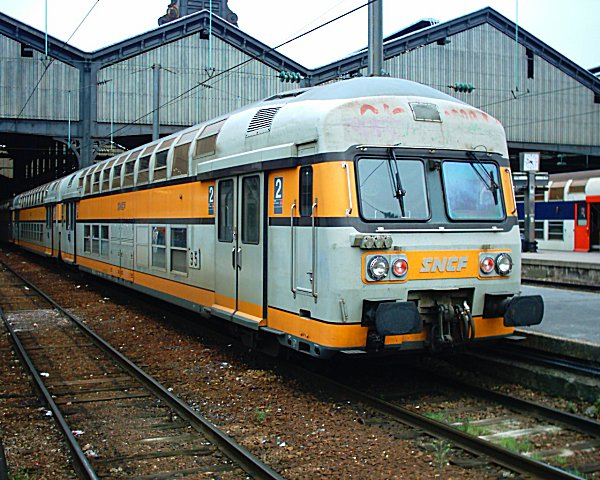
Ursprungslackierung
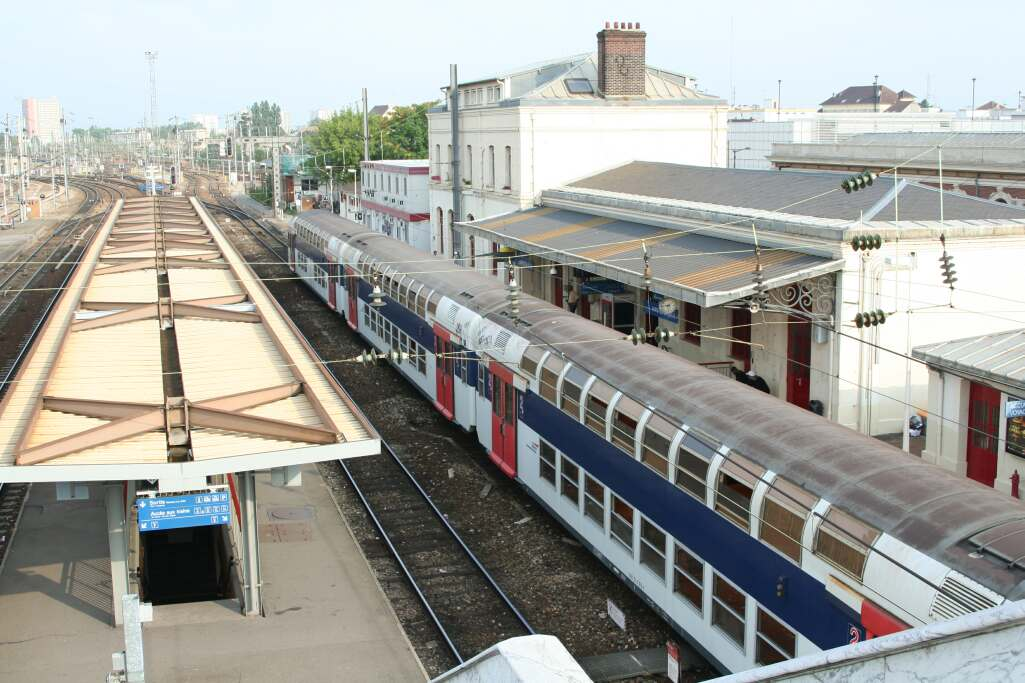
Île-de-France-Lackierungen
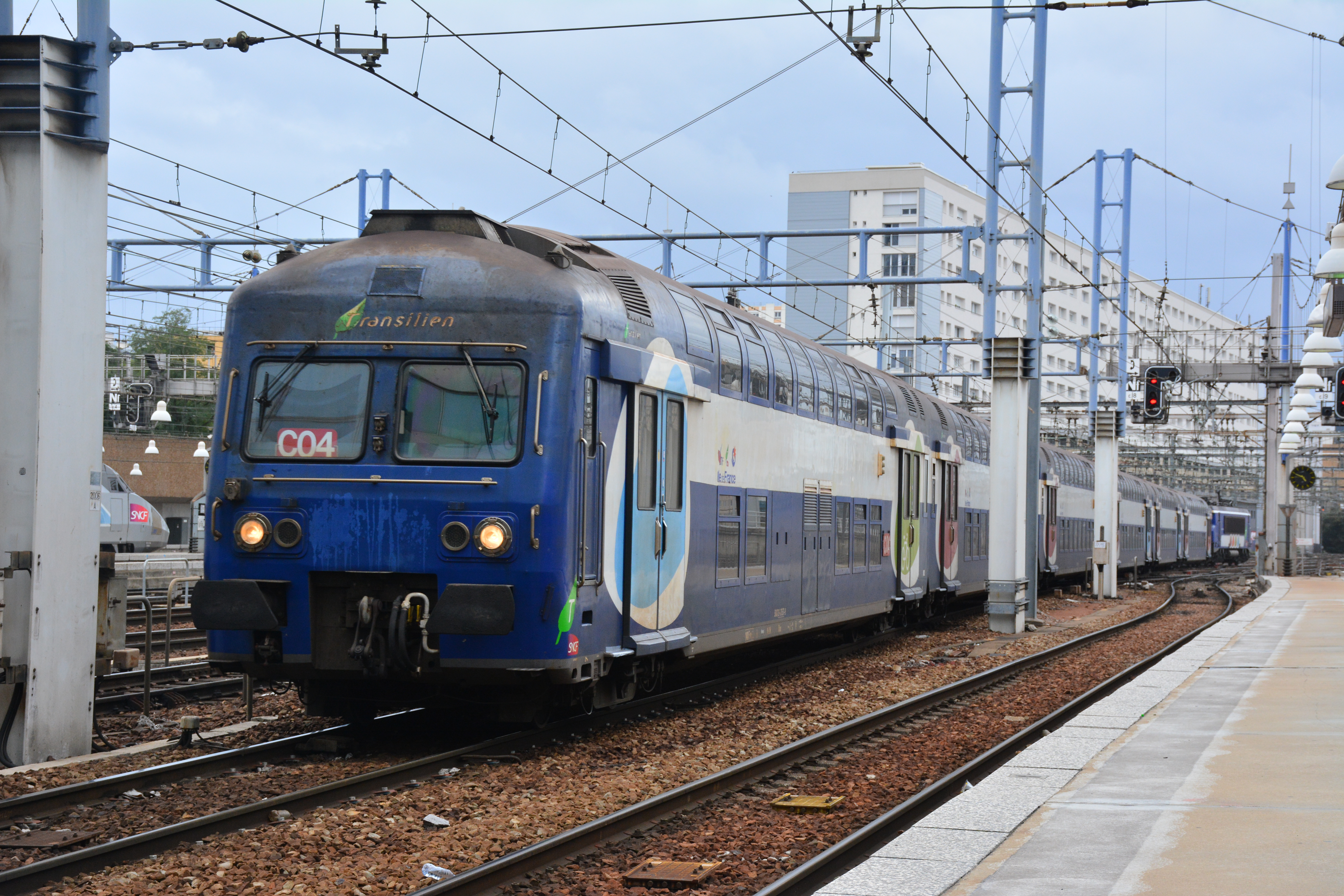
Transilien-Lackierung

## Einsatz
Die VB 2N fuhren von allen Pariser Bahnhöfen, mit Ausnahme von Paris-Austerlitz. Im Osten von Paris fuhren die VB 2N von der Gare de l’Est nach Tournan und Meaux, bevor die RER E in Betrieb ging.

### Transilien Paris Saint-Lazare
Ab Saint-Lazare, fahren die VB 2N:
- auf den Gleisen der Gruppe IV (Saint-Lazare nach Ermont-Eaubonne);
- auf den Gleisen der Gruppe V (Saint-Lazare nach Mantes-la-Jolie über Poissy);
- auf den Gleisen der Gruppe VI (Saint-Lazare nach Mantes über Conflans).

Diese Züge verkehren seit Ende 2007 mit den Lokomotiven BB 27325 bis 67. Sie ersetzten die kürzeren BB 17000. Da mit den neuen, längeren Lokomotiven die Signale an den kurzen Bahnsteigen nicht mehr gut sichtbar waren, wurden die Züge von sieben auf sechs Wagen verkürzt.

### Transilien Paris-Montparnasse (Bis Oktober 2022)
Von Montparnasse aus wurden die Wagen auf den Strecken nach Rambouillet, Dreux und Mantes-la-Jolie eingesetzt. Diese Wagen verkehrten als Wendezüge mit der Baureihe BB 27300.
Die Lokomotiven BB 8500 mit VB 2N-Wagen wurden auf der Linie Montparnasse–Rambouillet nicht mehr eingesetzt, da sie die VO 2N mit sieben Wagen auf der Strecke Paris-Montparnasse–Chartres–Le Mans bespannen.
Ab Oktober 2011 kamen weitere VB 2N aus Paris-Nord hinzu, um die Z 5300 ausmustern zu können. Diese Züge fahren mit Lokomotiven der Baureihe BB 7600.
Der Einsatz der VB 2N ab Paris-Montparnasse endete im Oktober 2022.

### Transilien Paris-Nord (Bis Ende 2012)
Diese Wagen fuhren bis Ende 2012 auf den Strecken: Paris-Nord–Pontoise, Paris-Nord–Ermont-Eaubonne–Persan-Beaumont, Paris-Nord–Luzarches, Paris-Nord–Montsoult-Maffliers–Persan–Beaumont und Pontoise–Creil.
Die Züge verkehrten mit Lokomotiven der Baureihe BB 17000. Die Nummerierung der Wagen begann mit N01. Bis Ende 2012 wurden die VB 2N, die auf den Linien H und K verkehrten, auf die RER Linie N versetzt.

## Modellbau
Die VB-2N-Wagen gibt es in allen Lackierungen im Microsoft Train Simulator.
Die Wagen wurden in H0 durch Jouef von 1976 bis 1988 gebaut, später von der italienischen Marke Vitrains.